# キャンベルリバー (ブリティッシュコロンビア州)
キャンベルリバー（Campbell River）は、カナダ・ブリティッシュコロンビア州バンクーバー島東岸にある都市。人口は3万5519人（2021年）。ジョージア海峡に面している。
サーモンフィッシングが有名であり、長年 "the Salmon Capital of the World"（世界の鮭の首都）と呼ばれてきた。カナダの中では比較的温暖なことから、退職後の居住地として人気がある。

## 歴史
数千年前から先住民が居住していたと考えられるが、初めてヨーロッパ人がこの地へ足を踏み入れたのは、ジョージ・バンクーバー（George Vancouver）が18世紀後半にカナダ西海岸地域の測量を行った際、1792年にキャンベルリバーに到達したとされている。
1900年代に入ってから、豊富な森林資源を利用した製材業や製紙業が盛んになり多くの住民が居住するようになった。

## 地理
バンクーバー島の東海岸のほぼ中央に位置しており、面積は114.38km²。南北におよそ23km、東西におよそ6kmの地形をなしており、平地が少ない地形を利用し発展している。市の中心部には北緯50度線が通っている。

## 産業
豊富な森林資源を利用した製材業や製紙業、観光業が中心であるが、近年、製紙業は工場の閉鎖が相次いでいる。
水産業では、鮭やエビの養殖が盛んに行われ、多くが日本に対し輸出されている。

## 教育
教育は州が管轄しており、公立校は第72学校区キャンベルリバー（School District 72 Campbell River ）に属している。

### 大学
- ノースアイランドカレッジ キャンベルリバー キャンパス（North Island College,Campbell River Campus）

### 高校
- カリハイ高校（Carihi Secondary School）
- ティンバーライン高校（Timberline Secondary School）

## 観光
豊富な自然を利用したアウトドア活動が盛んであり、サーモンフィッシング、シーカヤック、ハイキング、キャンプ、ホエールウォッチングなどが行われている。
主な観光地は下記のとおり。
- エルク滝 (Elk Falls)
- ディスカバリー釣り桟橋 (Discovery Fishing Pier)
- キャンベルリバー博物館 (The Museum at Campbell River)
- キャンベルリバー海洋歴史館 (Maritime Heritage Centre)

近年には映画のロケ地としても用いられており、下記の作品が撮影されている。
- 13ウォーリアーズ（原題：The 13th warrior）
- デッドコースター（原題：Final Destination 2）
- セブン・イヤーズ・イン・チベット（原題：Seven Years in Tibet）

## 交通

### 道路網
州道19号線が街の南北を貫通しており、ナナイモまでは約150km約1時間45分、州都ビクトリアまでは約270km約3時間30分である。
2001年までコートニー～キャンベルリバー間は海沿いの片側1車線のアイランドハイウェイを使用していたが、同年コートニー～キャンベルリバー間のインランドアイランドハイウェイが開通し、所要時間が大幅に短縮された。

### 空港
- キャンベルリバー空港（Campbell River Airport, IATA空港コード： YBL）からバンクーバーへ2社の航空会社により定期便が運行されている。所要時間約40分。
- キャンベルリバー水上飛行場（英語版）（空港コード: YHH）から夏季のみバンクーバー・ハーバー水上空港への水上機が運航されている。

### 公共交通機関
- キャンベルリバー市周辺のバスはキャンベルリバー交通システム（Campbell River Transit System）が運営しており、Watson and Ash Transportation社によって委託運行されている。

### フェリー
- クワドラ島（Quadra Island）を結ぶ航路がBCフェリーによって運行されている。所要時間約10分。

## 姉妹都市・提携都市
下記の都市と姉妹都市締結をしている。
- 石狩市 （日本・北海道）：1983年姉妹都市提携

キャンベルリバーには、姉妹都市提携10周年を記念して石狩市から贈られた鳥居「石狩ゲート（Ishikari Gate）」がある。また、石狩市へは同記念としてトーテムポールがキャンベルリバーから贈られた。